# Spring Will Be a Little Late This Year
Spring Will Be a Little Late This Year ist ein Song, den Frank Loesser schrieb und 1944 veröffentlichte.

## Hintergrund
Loesser schrieb ab den frühen 1940er-Jahren häufiger sowohl Musik als auch den Text seiner Songs, wie „Have I Stayed Away Too Long?“ 1943. Im folgenden Jahr entstand die Ballade „Spring Will Be a Little Late This Year“, die Verwendung in dem Film Christmas Holiday von Robert Siodmak fand, in dem sie von Deanna Durbin vorgestellt wurde.
Der Song zählt zu den wenigen melancholischen Liedern Loessers; „er ist jedoch nicht ohne Hoffnung. Noch fehlt der klare Blick auf die Realität. Frank Loesser Songtexte schweben selten in den Wolken. Für gewöhnlich wirken sie wahrhaftig, weil sie der Art, wie Menschen denken und sprechen, nahekommen, und oft an Selbstbeobachtungen anschließen.“ Zwar sei die Analogie des kommenden Frühlings mit der Rückkehr des Glücks „wenig innovativ. Was den Loesser-Song ausmacht, ist die Idee des langsamen Beginns der Jahreszeit.“ Beim Schreiben des Songs benutzte Loesser die Phrase „Spring Will Be a Little Late This Year“, um „die Verdrängung intensiver Gefühle“ auszudrücken; es liefere den poetischen Rahmen und erlaube den Hörern die Vorstellung der Gefühlswelt der Protagonistin. Der Refrain des Lieds lautet:

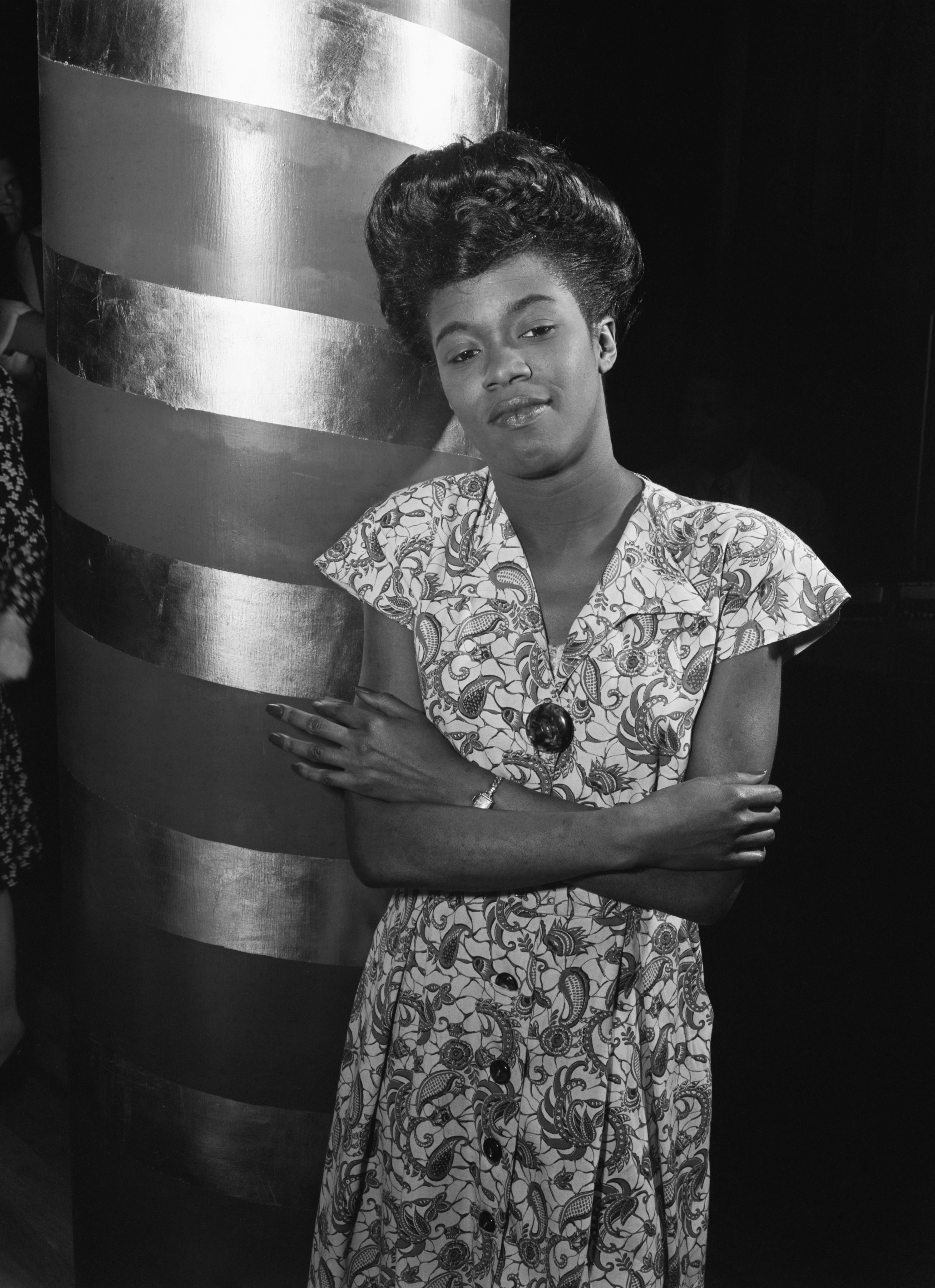
Sarah Vaughan coverte den Song im Januar 1953. Fotografie von William P. Gottlieb (1946)

Spring will be a little late this year

A little slow arriving in my lonely world over here

For you have left me

and where is our April of old?

You have left me and winter continues cold.

As if to say,

Spring will be a little slow to start

a little slow reviving,

That music it made in my heart.

Yes, time heals all things,

So I needn’t cling to this fear,

It’s merely that spring will be a little late this year.

## Coverversionen
Im selben Jahr wurde der Song von Sonny Dunham, Johnnie Johnston und Morton Downey aufgenommen (Decca 18607), 1944/45 in Belgien von Buddy Bertinat, Rudy Bruder und Buddy Norton. Es folgten darauf Coverversionen von Ralph Flanagan (mit Harry Prime, 1949), Eddie Brunner/Polly Guggisberg, Sarah Vaughan (1953), Helen Merrill (With Strings, 1955), Jeri Southern/Lennie Hayton, Ella Fitzgerald (1959), Lorez Alexandria, Anita O’Day (1962), Sathima Bea Benjamin (1963), Rita Reys (1965) und Julie London (1968). Instrumentalfassungen des Songs legten u. a. Ralph Sharon, Stan Getz, Red Garland, Mundell Lowe,  Ahmad Jamal, Rahsaan Roland Kirk, Buddy DeFranco vor; in späteren Jahren coverten ihn Yehudi Menuhin & Stéphane Grappelli, Loren Schoenberg, Abbey Lincoln, Ellis Larkins, Benny Carter/Phil Woods, John Bunch, David Murray, Kitty Margolis, Jack Brokensha und Curtis Fuller. Der Diskograph Tom Lord listet 98 Versionen des Songs im Bereich des Jazz.